# Leda
Leda (in greco antico: Λήδα?, Lḕda) è un personaggio della mitologia greca. Fu regina di Sparta.

## Genealogia
Figlia di Testio e di Euritemi  (citata anche come Leucippe) o Deidameia (figlia di Periere), sposò Tindaro e fu madre di due figli, i gemelli Dioscuri (Castore e Polluce), e di cinque figlie, Elena, Clitennestra, Timandra, Filonoe e Febe.
Secondo la tradizione, Elena e Polluce erano figli di Zeus piuttosto che di Tindaro. La versione più diffusa del mito narra che Leda si unì prima a Tindaro e poi a Zeus in forma di cigno, e in seguito depose due uova: dalla prima nacquero Castore e Clitennestra, figli di Tindaro, e dalla seconda Polluce ed Elena, figli di Zeus.

## Mitologia
La leggenda narra che Zeus, innamoratosi di Leda, si trasformò in un cigno per sedurla sulle rive del fiume Eurota e, una volta ottenuta la sua attenzione, si accoppiò con lei. (Altre versioni sostengono che Zeus si fosse prima palesato nella sua virilità per poi accoppiarsi con la fanciulla.) Successivamente la donna depose un uovo che schiudendosi lasciò uscire i figli Elena e Polluce, e la stessa notte giacque anche con il marito Tindaro. Da questo amplesso divenne dunque madre di Castore e Clitennestra.
Il mito però è confuso poiché alcuni autori sostengono che solo Elena sia di origine divina, mentre Polluce, Castore e Clitennestra erano figli di Tindaro.

Altri tramandano che le uova deposte fossero due e che dalla prima nacquero Castore e Clitennestra come figli di Tindaro e di stirpe mortale mentre dalla seconda Polluce ed Elena, figli di Zeus.
Alcune varianti del mito e la pittura si legarono a una lettura più semplice dell'episodio e immaginarono che i quattro figli uscirono tutti dall'uovo e che fossero tutti figli di Zeus.

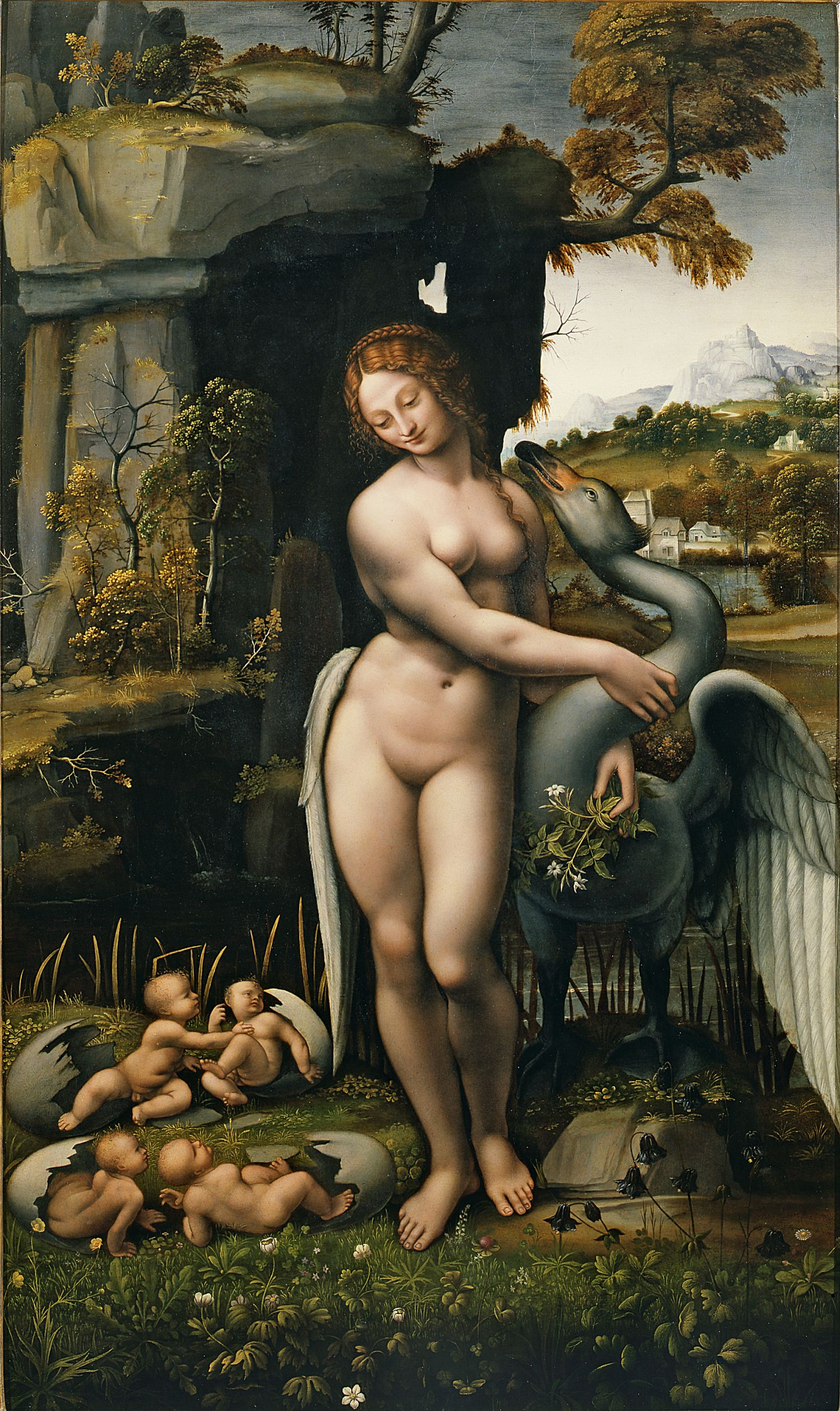
Leda, il cigno, le due uova ed i quattro figli, dipinto di Francesco Melzi, 1505 circa esposto nella Galleria degli Uffizi di Firenze.

Secondo un'altra versione del mito, Zeus, in veste di cigno inseguito da un'aquila, si rifugiò nel grembo di Nemesi e in seguito all'amplesso Nemesi depose un uovo che Ermes mise tra le cosce di Leda, mentre era seduta su uno sgabello a gambe divaricate. A tempo debito la donna diede alla luce Elena e Zeus immortalò l'immagine del Cigno e dell'Aquila nel cielo a memoria della sua avventura, mentre Leda fu divinizzata in seguito col nome di dea Nemesi.
Si pensa anche che per probabile assonanza dei nomi, Leda fosse la dea Leto (Latona), che generò Apollo ed Artemide a Delo. Il mito dell'uovo color giacinto ricorda quello dell'uovo rosso pasquale chiamato glain che i Druidi cercavano ogni anno sulla riva del mare. Secondo il mito celtico l'uovo veniva emesso dalla dea nella sua metamorfosi in serpente marino e la leggenda di Leda con l'uovo posto tra le cosce è forse scaturita da una raffigurazione della dea accovacciata su uno sgabello da partoriente ed in procinto di partorire Apollo con la testa del dio che le usciva dal grembo.

## Influenza culturale
A Leda è intitolata la Leda Planitia su Venere.

## Arte

### Pittura
- Leda e il cigno di Géricault
- Leda di Leonardo da Vinci
- Leda e il cigno di Michelangelo
- Leda col cigno attribuita a Cesare da Sesto, copiata dalla Leda del Da Vinci
- Leda di Correggio
- Leda e il cigno di Tintoretto
- Leda Atomica di Salvador Dalì
- Leda di Alberto Remo Carlo Lanteri
- Leda del Ghirlandaio
- Leda e il cigno di Rubens

### Letteratura
- La Leda senza cigno, racconto di Gabriele D'Annunzio
- Leda and the Swan, poesia di William Butler Yeats

### Musica
- Swan Upon Leda, canzone di Hozier
- Leda, canzone di The Angels of Liberty

## Televisione
- Orphan Black, serie televisiva in cui si cita il mito di Leda e dei Dioscuri.